# Ковалёв, Виктор Павлович
Виктор Павлович Ковалёв (28 января 1920, Ялта, Таврическая губерния — 16 сентября 2002, Херсон) — советский и украинский языковед. Доктор филологических наук и профессор с 1976 года.

## Биография
Родился 28 января 1920 года в Ялте. В 1942 году переехал в Майкоп а позже окончил Одесский университет в эвакуации. Участвовал в Великой Отечественной войне, как командир огневого минометного взвода, а потом батареи и дивизиона. Инвалид войны. С 1946 года работал в Херсонском педагогическом институте: в 1959—1974 годах — заведующий кафедрой русского языка, в то же время в 1965—1968, в 1976—1981 годах — декан филологического факультета.
Умер в Херсоне 16 сентября 2002 года.

## Научная деятельность
Научные исследования: лексикография, лингвостилистика, методика преподавания русского и украинского языков как в высших так и в средних школах. Автор более 100 научных и методических трудов, пособий, 19 книг, 8 брошюр, учебников по русскому языку и проблемам восточно-славянской лингвостилистики, в частности:
- «Практикум по современному русскому языку» (Москва, 1974);
- «Современный русский язык: Практикум» (Москва, 1987, в соавторстве);
- книга воспоминаний о Херсоне «Покоя нет...» (Херсон, 1995).

Работы:
- Языковые выразительные средства русской художественной прозы. Киев, 1981;
- Выразительные средства художественной речи. Киев, 1985;
- Средства речевой экспрессии в русской, украинской и белорусской художественной прозе. Киев, 1987;
- Выразительные средства украинской художественной речи. Херсон, 1992.

## Награды
- Награжден орденами Красного Знамени (22 февраля 1945), Красной Звезды (8 августа 1943), орденом Отечественной войны И степени (19 февраля 1944), Отечественной войны II степени (26 июля 1944)[3].
- Заслуженный работник высшей школы УССР;
- Отличник народного образования Украины и Узбекистана;
- Почётный гражданин Херсона (решение сессии Херсонской городского совета народных депутатов XXII созыва № 93 от 9 июля 1996 года)[2].